# 比拉河 (艾達爾河右支流)
49°41′00″N 38°41′00″E / 49.68333°N 38.68333°E

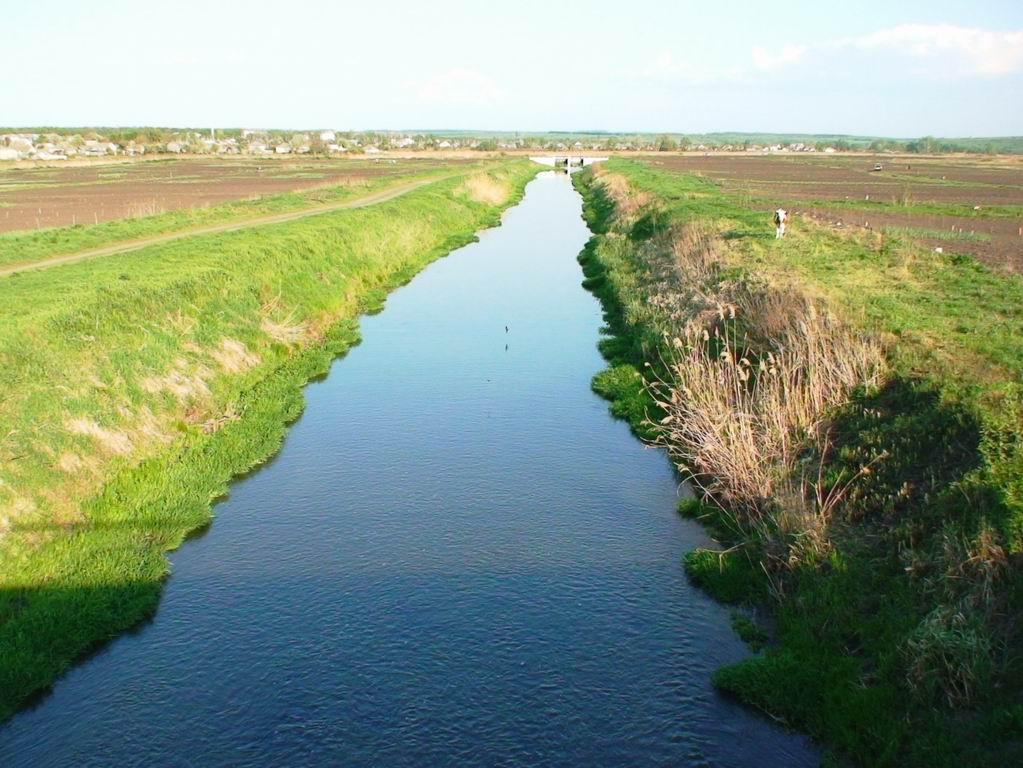
比拉河

比拉河（烏克蘭語：Біла），是烏克蘭的河流，位於該國東部，流經盧甘斯克州，屬於艾達爾河的右支流，河道全長59公里，流域面積為1,015平方公里，發源自第一霍門科韋。